# Capella de música
Una capella de música era una estructura que permetia que hi hagués música en una determinada institució, ja fos vinculada a la noblesa, a la reialesa, o bé a l'església, ja fos una catedral un monestir o convent. En la seva faceta més visible era un grup de cantaires o cantors i un grup d'instrumentistes, dirigits tots pel mestre de capella.

## Antecedents
Els antecedents de les capelles de música les trobem en les escoles de cant existents en els principals monestirs i catedrals durant l'edat mitjana i les principals capelles es troben ja plenament formades i estructurades durant el Renaixement.

## El mestre de capella
El principal responsable de la capella de música era el mestre de capella. En funció del tipus de música que s'hagués de fer en aquella capella -cosa que podia venir determinat tant per l'estil predominant al moment com pel fet de si predominava la pràctica de la música religiosa o de la música profana- es buscava que la persona que tingués aquest càrrec tingués unes capacitats i aptituds o bé unes altres. En general el mestre de capella era el responsable últim del bon funcionament de la capella: responsable de determinar el repertori que interpretaria, de compondre'l en la majoria de casos, d'obtenir còpies de repertori provinent d'altres centres quan fos desitjable, d'assajar aquest repertori, d'ensenyar cant i música en general als nens o adolescents que cantaven les veus superiors en la polifonia (i en molts casos també era responsable d'altres elements referits a aquests nens com per exemple el seu aprenentatge d'uns instrument, de la seva instrucció o formació general i fins i tot de la seva manutenció), de dirigir el grup en les seves interpretacions, i de representar els músics davant dels responsables de la institució a la qual pertanyia la capella.
Durant segles, i fins a la fi de l'antic règim, el càrrec de mestre de capella va representar el màxim escalafó al qual podia arribar un professional de la música de manera que molts dels compositors dels segles xv al xviii van exercir de mestres de capella. Per això era freqüent que, a més de les seves obligacions al servei de la capella, fossin requerits per a altres tasques, com exàmens, oposicions, etc.

## Els cantors i els instrumentistes
El nombre i tipologia dels cantors i instrumentistes va variar, també, en funció dels estils i dels tipus d'institució al qual servien, atenent a si era de tipus secular o religiós, i a les despeses que aquesta institució hi dedicava.
En tots els casos i contextos en què la interpretació de música religiosa va estar vetada al sexe femení, les capelles de música van comptar sempre amb nens i adolescents que cantaven les veus de tiple i contralt en la polifonia. Completaven el cor un nombre també variable d'homes adults que hi cantaven les parts de tenor i de baix; a les capelles vinculades a les catedrals, aquestes veus greus acostumaven a estar a càrrec de persones de l'estament eclesiàstic; en els convents i monestirs, aquesta era absolutament la norma. En alguns casos també hi va haver homes adults que van cantar com a falsetistes o com a castrats.
La composició dels grups instrumentals de les capelles va anar variant des d'una composició quasi centrada en instruments de vent al Renaixement, cap a una de més diversificada cap al segle xvii en el temps del Barroc fins a encaixar força amb la plantilla orquestral a finals del segle xviii en el període del Classicisme.
Durant el segle xviii, a les capelles musicals dels temples de Catalunya hi tenia un paper especialment destacat l'organista que no sols havia de tocar l'orgue a la litúrgia, compondre música per a tocar-la ell mateix, improvisar en molts moments, i ensenyar a tocar aquest instruments als escolans, sinó que havia de substituir al mestre de capella quan fos necessari, de manera que acabava convertint-se en un sots director, el segon responsable de la institució.

## Funcions de les capelles de música
D'aquesta manera les capelles de música van esdevenir no sols estructures d'interpretació musical, sinó també centre de composició, de còpia i difusió de música, i les principals escoles de música d'aquest llarg període. Les famílies que descobrien unes aptituds musicals en els seus fills i els volien donar una educació musical de qualitat ben sovint els enviaven a les capelles de més anomenada, que a Catalunya durant un llarg període varen ser l'Escolania de Montserrat i la Catedral de Barcelona.